# Pedro Cerezo Galán
Pedro Cerezo Galán (Hinojosa del Duque, 14 de febrer de 1935) és un filòsof i professor universitari espanyol, diputat al Congrés dels Diputats i acadèmic de la Reial Acadèmia de Ciències Morals i Polítiques.

## Biografia
De 1953 a 1960 fou becari del Consell Superior d'Investigacions Científiques, del Goethe-Institut i de la Fundació alemanya Alexander von Humboldt. Després va ampliar estudis a les Universitats de Freiburg i Heidelberg, sota la direcció de Hans-Georg Gadamer.
Després fou degà de la Facultat de Filosofia de la Universitat de Granada, vicepresident de la Societat Nacional de Filosofia i membre de la comissió assessora de la Fundació Juan March (1989-1991). A les eleccions generals espanyoles de 1982 fou elegit diputat per la província de Granada dins les llistes del PSOE i de 1982 a 1983 fou secretari primer de la Comissió Constitucional del Congrés dels Diputats. Des de 1997 és acadèmic de la Reial Acadèmia de Ciències Morals i Polítiques, del Club de Roma i del Patronat María Zambrano.
És especialista en Història de la filosofia moderna i contemporània, en la qual ha treballat especialment el pensament de Hegel i l'esquerra hegeliana, així com la fenomenologia i l'Hermenèutica. També és especialista de reconegut prestigi internacional en la història del pensament espanyol (José Ortega y Gasset, Miguel de Unamuno, Xavier Zubiri, María Zambrano, Antonio Machado) al que ha dedicat estudis fonamentals. Actualment, és membre del Patronat de la Fundació María Zambrano (Vélez- Màlaga) i de la Fundació Cultural andalusa José Manuel Lara de Sevilla. També és membre del Patronat de l'Institut de Filosofia del CSIC.

## Obres
- Arte, verdad y ser en Heidegger (Madrid, 1960)
- Teoría y praxis en Hegel (Universidad de Granada, 1976)
- Palabra en el tiempo: Poesía y filosofía en Antonio Machado (Gredos, Madrid, 1975)
- La voluntad de aventura: Aproximaciones críticas al pensamiento de Ortega y Gasset (Ariel, Barcelona, 1984)
- De la generación trágica a la generación clásica: el pensamiento filosófico de las generaciones de 1898 y 1914 (a La Edad de Plata de la cultura española, tom XXXIX de la Historia de España de R. Menéndez Pidal. Espasa-Calpe, Madrid, 1993)
- Las máscaras de lo trágico: Filosofía y tragedia en Miguel de Unamuno (Trotta, Madrid, 1996)
- El mal del siglo. El conflicto entre Ilustración y Romanticismo en la crisis finisecular del siglo XIX (Universidad de Granada, 2004)
- Ortega en perspectiva (Instituto de España, 2007).